# Paradoxostoma ponticum
Paradoxostoma ponticum is een mosselkreeftjessoort uit de familie van de Paradoxostomatidae. De wetenschappelijke naam van de soort is voor het eerst geldig gepubliceerd in 1942 door Klie & Whittaker.